# Alejo Santos

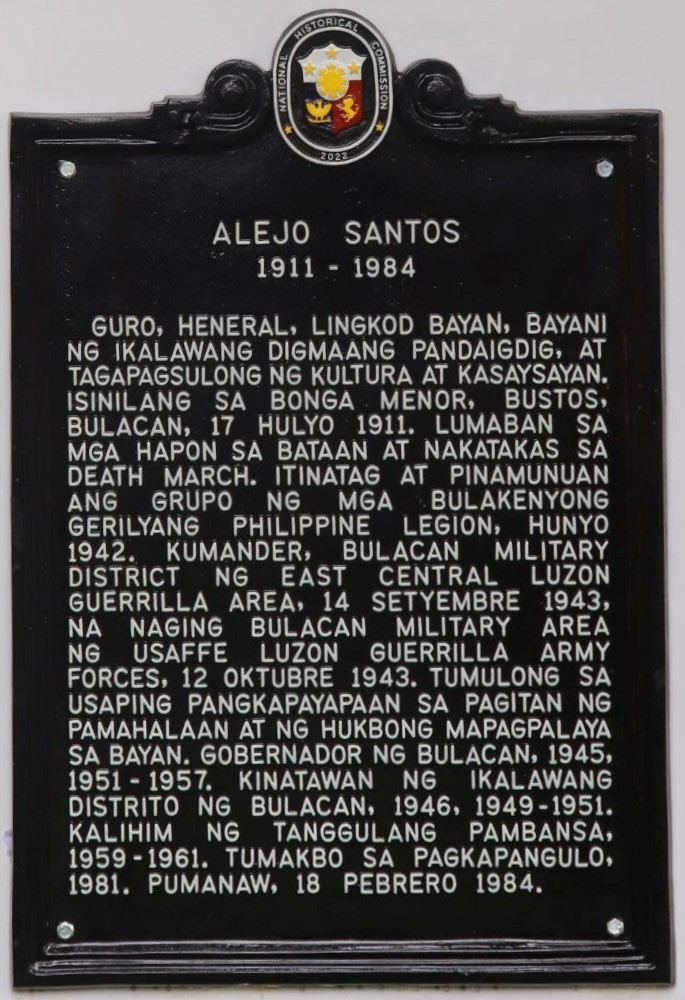
Gedenkplaat

Alejo Santos (Bustos, 17 juli 1911 - 18 februari 1984) was een Filipijnse generaal en politicus. Santos was gouverneur van Bulacan, afgevaardigde in het Filipijns Huis van Afgevaardigden en Minister van Defensie van 1959 tot 1961. In 1981 nam hij het bij presidentsverkiezingen op tegen Ferdinand Marcos.

## Biografie
Alejo Santos werd geboren op 17 juli 1911 in Bustos in de Filipijnse provincie Bulacan. Bij voltooide in 1932 een Bachelor of Science in Engineering aan de University of Manila. Van 1933 tot 1934 werkte hij voor het Bureau of Prisons. Vanaf 1934 was hij werkzaam voor de politie in Manilla. In 1938 ging hij bij het leger. Toen de Japanners in 1942 de Filipijnen binnenvielen was hij kapitein in de United States Army Forces in the Far East (USAFFE). Hij behoorde tot de troepen die in Bataan enige tijd standhielden gedurende de Slag om Bataan. Toen Bataan viel wist Santos te ontsnappen naar zijn geboorteplaats en sloot hij zich aan bij de guerrilla's onder leiding van Bernard L. Anderson. Santos was een van de oprichters van de Bulacan Military Area. Hij had op een bepaald moment de leiding over 23.000 guerrilla's en was de enige Filipijnse commandant die van de Amerikanen de rang van brigadier-generaal toegekend kreeg.
Na de bevrijding van Bulacan door Amerikaanse en Filipijnse troepen in 1945 werd hij aangesteld als militair gouverneur van de provincie. Deze positie bekleedde hij tot hij in 1946 namens het 2e kiesdistrict van Bulacan werd gekozen in het Filipijnse Huis van Afgevaardigden. Kort na zijn verkiezingen werd hij echter samen met enkele partijgenoten weer uit zijn ambt gezet. In 1949 werd Santos opnieuw gekozen in het Huis. Na drie jaar als afgevaardigde werd hij bij de verkiezingen van 1951 gekozen tot gouverneur van Bulacan. Na zijn termijn als gouverneur werd hij in 1959 door president Carlos Garcia benoemd tot Minister van Defensie. Van 1967 tot 1971 was hij hoofd van het Bureau of Prisons. Van 1971 tot 1981 was Santos voorzitter van de raad van bestuur van de Philippine Veterans Bank.
In 1981 werden er voor het eerste sinds na het aflopen van de staat van beleg weer presidentsverkiezingen georganiseerd. De meeste oppositiepartijen besloten om de verkiezingen te boycotten, omdat Marcos na 16 jaar autoritair regime met totale controle over het overheidsapparaat en de media praktisch onverslaanbaar leek. Marcos gaf daarop de Nacionalista Party opdracht om met een geloofwaardige symbolische tegenkandidaat te komen. De partij koos daarop Santos als presidentskandidaat. En hoewel Santos met Francisco Tatad als campagnemanager serieus werk maakte van de verkiezingscampagne werden de verkiezingen zoals verwacht een overweldigende overwinning voor Marcos. Santos behaald ruim 8% van de stemmen, terwijl Marcos met 88% van de stemmen de grootste overwinning uit de geschiedenis van de Filipijnen behaalde..
Santos overleed drie jaar daarna, in 1984, op 72-jarige leeftijd. Hij was getrouwd met Juanita Garcia Santos en kreeg met haar acht kinderen. Santos werd begraven op het Libingan ng mga Bayani (begraafplaats voor helden). Weer later werd hij herbegraven op een herdenkingspark in Bulacan.